# Витомир Радовановић
Витомир Радовановић (Лесковац, 14. децембар 1902 — 26. фебруар 1983) радио је као учитељ, наставник, директор и школски надзорник у више места. Писао је о стручним, школским и педагошким питањима чланке, есеје, осврте, критике, приказе и оцене педагошких, психолошких и филозофских дела.

## Биографија
Рођен је у колубарском селу Лесковцу, недалеко од Лазаревца. У селу Лесковцу и Баричу завршио је основну школу. Завршио је учитељску школу у Суботици и Вишу педагошку школу у Београду. Доласком на Умку 1934. године, где је радио и као школски надзорник за Срез посавски, уписује се на Филозофски факултет у Београду (група за историју), где ће апсолвирати пред сам почетак Другог светског рата. У послератном периоду Витомир Радовановић као наставник ради у нижој гимназији у Стублинама (1947—1951), затим у потпуној гимназији (1951—1954) и у осмогодишњој школи "Јован Поповић"(1954—1961) у Обреновцу. Сарађивао је и у дечијим и омладинским листовима и часописима. За свој свестрани рад више пута је награђен. Знатан део његових радова представљају прилози дечјој и омладинској књижевности.
У браку са Даницом Павловић из Шапца, имао је сина Миодрага Радовановића и ћерке Радмилу Радовановић(удату Васиљевић) и Бранку Радовановић..

## Археолошки радови
Активности на прикупљању археолошких материјала са многих локалитета, заједно са својим ученицима, Витомир је евидентирао и промовисао изложбеним поставкама. Тако је и основан локални Археолошки музеј 1952. године у Обреновцу. На изложбама је излаган културно-историјски материјал откривен и сакупљен на територији општине Обреновац. Неколико пута музејска изложба је пресељавана али је остала доступна јавности до 1961. године. Одласком Витомира Радовановића у пензију престаје активност Музеја. Један мањи број предмета из ове збирке (103 комада), предат је Музеју града Београда.
Умро је 1983. године.